# Karabağlar

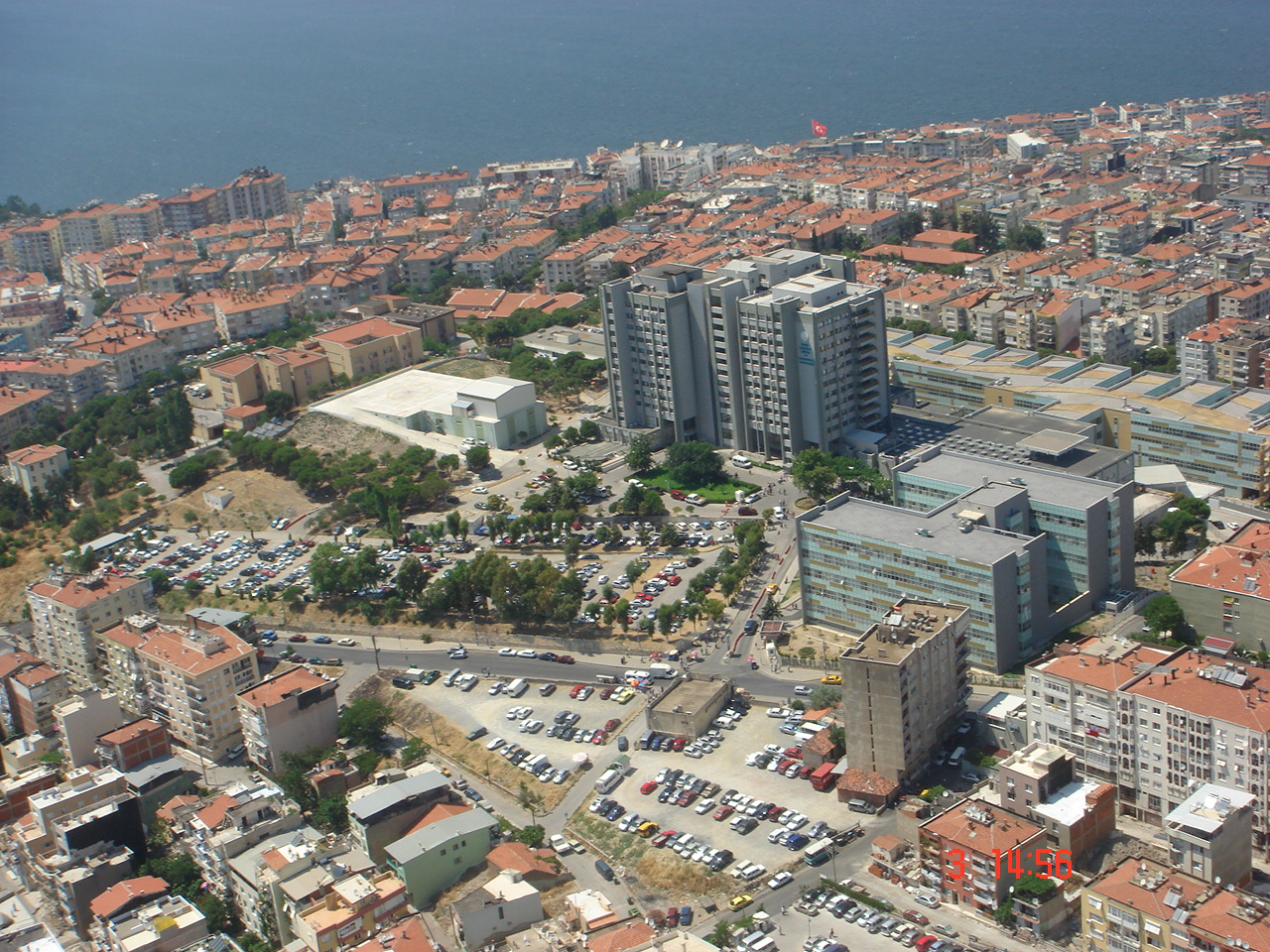
Atatürk Hospital in Karabağlar

Karabağlar est une ville et un district de la province d'İzmir dans la région égéenne en Turquie.